# رهونة

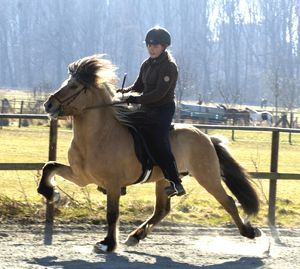
حصان أيسلندي يرهون أو يرهو

الرَّهْوَنة أو الهملجة أو الرَّهْو هي إحدى مشيات الخيل المتوسطة الرباعية الإيقاع، وكلها أسرع من المشي ولكنها عادةً ما تكون أبطأ من الخَبَب ودائما أبطأ من العَدْو. والرَّهْوان هو الفرس الذي يسير رهوًا.

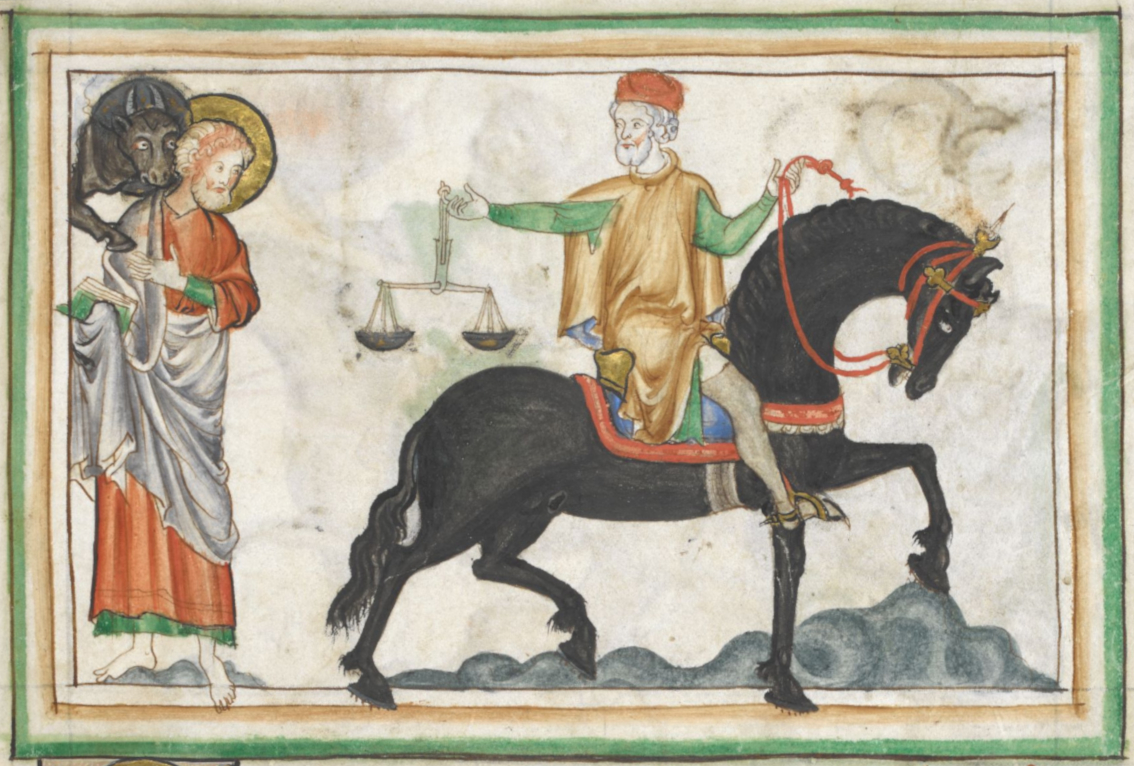
كان للرهوان قيمة عالية في العصور الوسطى